# Coupe UEFA 1986-1987
Navigation
Édition précédente Édition suivante
La Coupe UEFA 1986-1987 est la seizième édition de la Coupe de l'UEFA, qui oppose les meilleurs clubs européens qualifiés grâce aux résultats de leur championnat national. Cette édition voit les Suédois de l'IFK Göteborg s'imposer en finale contre le club écossais de Dundee United. C'est la seconde Coupe UEFA pour Göteborg alors que Dundee est la première équipe écossaise à atteindre la finale de la compétition.
Quatre joueurs se partagent le titre honorifique de meilleur buteur de la compétition avec un total de cinq buts : le Finlandais Jari Rantanen, sacré avec l'IFK Göteborg, les Néerlandais Peter Houtman (du FC Groningue) et Wim Kieft (du Torino) et le Brésilien Paulinho Cascavel du Vitória Guimarães.
Pour cette édition, la RDA et l'Italie obtiennent le droit d'engager une formation supplémentaire, au détriment des Pays-Bas et de l'Espagne.
Le Real Madrid, double tenant du titre, ne s'aligne pas cette saison car il est déjà qualifié pour la Coupe des clubs champions à la suite de son titre de champion d'Espagne.

## Trente-deuxièmes de finale
| Équipe 1                 | Résultat       | Équipe 2                 | Aller | Retour   |
| ------------------------ | -------------- | ------------------------ | ----- | -------- |
| AC Sparta Prague         | 2 - 3          | Vitória SC               | 1 - 1 | 1 - 2    |
| ACF Fiorentina           | 1 - 1 (1-3tab) | Boavista FC              | 1 - 0 | 0 - 1    |
| Athletic Bilbao          | 2 - 1          | 1. FC Magdebourg         | 2 - 0 | 0 - 1    |
| Club Atlético de Madrid  | 3 - 2          | Werder Brême             | 2 - 0 | 1 - 2 ap |
| Borussia Mönchengladbach | 4 - 1          | FK Partizan Belgrade     | 1 - 0 | 3 - 1    |
| Coleraine FC             | 1 - 2          | FC Stahl Brandenburg     | 1 - 1 | 0 - 1    |
| FK Dinamo Minsk          | 3 - 4          | Győri ETO FC             | 2 - 4 | 1 - 0    |
| FC Groningue             | 8 - 2          | Galway United            | 5 - 1 | 3 - 1    |
| FC Nantes                | 1 - 5          | Torino FC                | 0 - 4 | 1 - 1    |
| FK Spartak Moscou        | 1 - 0          | FC Lucerne               | 0 - 0 | 1 - 0    |
| Universitatea Craiova    | 3 - 2          | Galatasaray SK           | 2 - 0 | 1 - 2    |
| Swarovski Tirol          | 3 - 2          | Sredets Sofia            | 3 - 0 | 0 - 2    |
| Heart of Midlothian      | 3 - 3e         | Dukla Prague             | 3 - 2 | 0 - 1    |
| Hibernians FC            | 0 - 10         | AFD Trakia Plovdiv       | 0 - 2 | 0 - 8    |
| Inter Milan              | 3 - 0          | AEK Athènes              | 2 - 0 | 1 - 0    |
| ÍA Akranes               | 0 - 15         | Sporting Portugal        | 0 - 9 | 0 - 6    |
| AS La Jeunesse d'Esch    | 2 - 3          | KAA La Gantoise          | 1 - 2 | 1 - 1    |
| KSK Beveren              | 1 - 0          | Vålerenga Fotball        | 1 - 0 | 0 - 0    |
| Kalmar FF                | 1 - 7          | Bayer 04 Leverkusen      | 1 - 4 | 0 - 3    |
| KFC Uerdingen 05         | 7 - 0          | FC Carl Zeiss Iéna       | 3 - 0 | 4 - 0    |
| Flamurtari Vlorë         | 1 - 1e         | FC Barcelone             | 1 - 1 | 0 - 0    |
| Linz ASK                 | 1 - 2          | Widzew Łódź              | 1 - 1 | 0 - 1    |
| Legia Varsovie           | 1 - 0          | FK Dnipro Dnipropetrovsk | 0 - 0 | 1 - 0    |
| SSC Naples               | 1 - 1 (3-4tab) | Toulouse FC              | 1 - 0 | 0 - 1    |
| Neuchâtel Xamax          | 5 - 1          | Lyngby BK                | 2 - 0 | 3 - 1    |
| HNK Rijeka               | 1 - 2          | Standard de Liège        | 0 - 1 | 1 - 1    |
| OFI Crète                | 1 - 4          | HNK Hajduk Split         | 1 - 0 | 0 - 4    |
| Pecsi Mecsek             | 1 - 2          | Feyenoord Rotterdam      | 1 - 0 | 0 - 2    |
| Rangers FC               | 4 - 2          | FC Ilves                 | 4 - 0 | 0 - 2    |
| RC Lens                  | 1 - 2          | Dundee United            | 1 - 0 | 0 - 2    |
| SK Sigma Olomouc         | 1 - 5          | IFK Göteborg             | 1 - 1 | 0 - 4    |
| Sportul Studenţesc       | 2 - 1          | Omónia Nicosie           | 1 - 0 | 1 - 1    |

## Seizièmes de finale
| Équipe 1                 | Résultat | Équipe 2                | Aller | Retour |
| ------------------------ | -------- | ----------------------- | ----- | ------ |
| Borussia Mönchengladbach | 7 - 1    | Feyenoord Rotterdam     | 5 - 1 | 2 - 0  |
| Dukla Prague             | 1e - 1   | Bayer 04 Leverkusen     | 0 - 0 | 1 - 1  |
| Dundee United            | 3 - 1    | Universitatea Craiova   | 3 - 0 | 0 - 1  |
| FC Groningue             | 1e- 1    | Neuchâtel Xamax         | 0 - 0 | 1 - 1  |
| FC Barcelone             | 2e- 2    | Sporting Portugal       | 1 - 0 | 1 - 2  |
| FC Swarovski Tirol       | 4e- 4    | Standard de Liège       | 2 - 1 | 2 - 3  |
| HNK Hajduk Split         | 5 - 3    | AFD Trakia Plovdiv      | 3 - 1 | 2 - 2  |
| IFK Göteborg             | 3 - 1    | FC Stahl Brandenburg    | 2 - 0 | 1 - 1  |
| KSK Beveren              | 4 - 3    | Athletic Bilbao         | 3 - 1 | 1 - 2  |
| Legia Varsovie           | 3 - 3e   | Inter Milan             | 3 - 2 | 0 - 1  |
| Glasgow Rangers          | 3 - 1    | Boavista FC             | 2 - 1 | 1 - 0  |
| Sportul Studenţesc       | 1 - 4    | KAA La Gantoise         | 0 - 3 | 1 - 1  |
| Torino FC                | 5 - 1    | Győri ETO FC            | 4 - 0 | 1 - 1  |
| Toulouse FC              | 4 - 6    | FK Spartak Moscou       | 3 - 1 | 1 - 5  |
| Vitória SC               | 2 - 1    | Club Atlético de Madrid | 2 - 0 | 0 - 1  |
| Widzew Łódź              | 0 - 2    | Bayer 05 Uerdingen      | 0 - 0 | 0 - 2  |

## Huitièmes de finale
| Équipe 1           | Résultat | Équipe 2                 | Aller | Retour |
| ------------------ | -------- | ------------------------ | ----- | ------ |
| Dukla Prague       | 0 - 1    | Inter Milan              | 0 - 1 | 0 - 0  |
| Dundee United      | 2 - 0    | HNK Hajduk Split         | 2 - 0 | 0 - 0  |
| FC Groningue       | 1 - 3    | Vitoria Guimarães        | 1 - 0 | 0 - 3  |
| FK Spartak Moscou  | 1 - 2    | FC Swarowski Tirol       | 1 - 0 | 0 - 2  |
| La Gantoise        | 0 - 5    | IFK Göteborg             | 0 - 1 | 0 - 4  |
| Bayer 05 Uerdingen | 0 - 4    | FC Barcelone             | 0 - 2 | 0 - 2  |
| Glasgow Rangers    | 1 - 1e   | Borussia Mönchengladbach | 1 - 1 | 0 - 0  |
| Torino FC          | 3 - 1    | KSK Beveren              | 2 - 1 | 1 - 0  |

## Quarts de finale
| Équipe 1                 | Résultat | Équipe 2           | Aller | Retour |
| ------------------------ | -------- | ------------------ | ----- | ------ |
| Borussia Mönchengladbach | 5 - 2    | Vitoria Guimarães  | 3 - 0 | 2 - 2  |
| Dundee United            | 3 - 1    | FC Barcelone       | 1 - 0 | 2 - 1  |
| IFK Göteborg             | 1e- 1    | Inter Milan        | 0 - 0 | 1 - 1  |
| Torino FC                | 1 - 2    | FC Swarowski Tirol | 0 - 0 | 1 - 2  |

## Demi-finales
| Équipe 1      | Résultat | Équipe 2                 | Aller | Retour |
| ------------- | -------- | ------------------------ | ----- | ------ |
| Dundee United | 2 - 0    | Borussia Mönchengladbach | 0 - 0 | 2 - 0  |
| IFK Göteborg  | 5 - 1    | FC Swarowski Tirol       | 4 - 1 | 1 - 0  |

## Finale
| Équipe 1     | Résultat | Équipe 2      | Aller | Retour |
| ------------ | -------- | ------------- | ----- | ------ |
| IFK Göteborg | 2 - 1    | Dundee United | 1 - 0 | 1 - 1  |